# Drosophila bostrycha
Drosophila bostrycha är en tvåvingeart som beskrevs av Elmo Hardy 1965. Drosophila bostrycha ingår i släktet Drosophila och familjen daggflugor.
Artens utbredningsområde är Hawaii.